# Druhá italská válka
Druhá italská válka (1499–1504) byl druhý konflikt Italských válek na Apeninském poloostrově, ve kterém byli hlavními figuranty Ludvík XII. v čele Francie a Ferdinand II. Aragonský se Španěly. Přirozeně se do bojů zapojilo množství italských městských států.
Válka propukla v důsledcích první italské války, při které Karel VIII. Francouzský dobyl Neapolské království, avšak byl z Itálie vyhnán a moc v Neapoli opět převzal král Ferdinand II. Neapolský, který se ale války nedožil. Karlův nástupce Ludvík rozhodl, že Francie Neapol musí znovu získat. Zároveň si nárokoval právo na Milánské vévodství, s jehož bývalými vládci byl pokrevně spřízněn.
I když Ludvík XII. Milán získal, před branou Neapole udělal osudovou chybu. Požádal o pomoc Ferdinanda II. Aragonského. Španělský panovník pozvání do Itálie sice přijal, ale napadl zde francouzská vojska, která následně vytlačil nazpět do Lombardie.

## Předehra
První italská válka skončila vyhnáním Karla VIII. a jeho francouzsko-švýcarského vojska i Itálie. Měl snahu svou armádu ještě zredukovat k další invazi do Itálie, ale už to nestihl. Zemřel v roce 1498.
Jeho snahy po něm přebral jeho nástupce Ludvík XII. Hájil své dědičné právo na Neapol a navíc i na vévodské místo v Miláně, jehož vévodovi Ludovicu Sforzovi se chtěl pomstít za zradu Francouzů.
Tou dobou se zároveň v Itálii začala bouřit Benátská republika. Její představitelé si totiž dělali zálusk na města v Lombardii. Velmi rádi tak přijali nabídku o spojenectví od Ludvíka, který si je chtěl získat na svou stranu. Přislíbil jim pomoc s dobýváním Lombardie a oni jemu na oplátku podporu před Milánem a Neapolí.
Florencie měla podobné důvody k tomu, aby se přidala k Francouzům. Měli od nich přislíbenou podporu ve válce s Pisánci. Dalším velkým spojencem byl pro Ludvíka sám papež Alexandr VI. a jeho syn Cesare Borgia.
S rodinou Borgiů byl Ludvík od samého začátku jedna ruka. Papež mu dal svolení k anulaci sňatku Johanou Francouzskou, aby si mohl vzít půvabnou Annu Bretaňskou. Aby se král papeži odvděčil, udělil jeho synovi titul vévody z Valentinois a zařídil mu sňatek se sestrou navarrského krále Charlottou z Albretu.
Cesare Borgia a jeho otec měli ale ještě poněkud větší ambice. Měli v plánu pro Cesareho vytvořit království v Romagně. Alexandr VI. měl sice snahu vyřešit tuto záležitost mírovou cestou, když papežskou bulou zprostil moci všechny šlechtice v Romagně, ale jen málokterý z nich si z nařízení cokoliv dělal.
Protože na takové šlechtice, jako byla kupříkladu Kateřina Sforza, platila jen vojenská síla, využili Borgiové nabídku Ludvíka XII. Oni pomohou jemu s invazí do Itálie, on pro ně dobije Romagnu.

## Průběh války

### Dobývání Milána
Po uzavření všech dohod vpadlo francouzské vojsko do Itálie a za podpory spojenců obklíčilo roku 1499 Milán. Ludovica Sforzu přemohlo velice snadno. Bojoval totiž zcela osamocen. Naštěstí pro něj se mu podařilo před Francouzi uprchnout. Nalezl azyl u císaře Svaté říše římské Maxmiliána I., manžela jeho neteře.
Díky jeho podpoře také mohl Ludovico do průběhu války ještě zasáhnout. Ludvík XII. a Cesare Borgia totiž postupovali k Neapoli a dobývali jedno město za druhým. Nečekali však, že se Ludovico do Itálie vrátí s armádou švýcarských žoldnéřů a roku 1500 Milán dobude zpět.
Francouzské vojsko se k městu vrátilo a oblehlo ho, ale Švýcaři na obou stranách byli znechucení tím, že by měli bojovat proti svým bratrům. Ludvík XII. proto Ludovicovým mužům nabídl, aby bezpečně odešli a vzpurného vévodu jim vydali. Švýcaři sice odejít chtěli, ale všichni byli natolik věrní, že se rozhodli Ludovica dostat z města do bezpečí.
Ludovico se přestrojil za jednoho ze Švýcarů a na odchodu pochodoval mezi nimi. Mezi jeho žoldnéři se ale našel zrádce Hans Turmann, který Ludovica za úplatu prozradil. Francouzi tak velmože zajali a doživotně ho uvěznili na zámku Loches. Zrádce byl nakonec stejně popraven.

### Vstup Španělů do války
Francouzi nadále pokračovali přímo k Neapoli, ve které toho času vládl Fridrich Neapolský. Ludvík XII. ale před útokem hodlal na svou stranu získat i španělského krále Ferdinanda II. Aragonského, se kterým se byl ochoten i rozdělit, jen aby mu poskytl s dobýváním Neapole pomoc. Ferdinand ochotně souhlasil a pakt s Ludvíkem stvrdil. Nevydržel však příliš dlouho.
V roce 1501 Španělé a Francouzi Neapol dobyli. Ale válečná kořist a získaná území se i přes jasně dané podmínky úmluvy staly jablkem sváru. Ferdinand trval na tom, že má být prohlášen Neapolským králem, neboť na to měl právo jako král na Sicílii. Ludvík XII. nic takového nepřipouštěl, takže se nakonec nevyhnutelně spojenectví zvrhlo v nepřátelství a válku.
Oba králové, jak Ludvík tak Ferdinand dostali příležitost obhájit svá práva v boji. Strhly se bitvy o Ruvo (1503), u Seminary (1503), u Garigliana (1503) a Cerignoly (1503). Ve všech zvítězili Španělé pod velením Gonzala Fernandeze de Córdoba. Španělský vojevůdce připravil Ludvíkovi tak drtivé porážky, až museli Francouzi Neapol opustit a stáhnout se zpět do Lombardie.

### Ústup Francouzů do Lombardie a vyjednání příměří
V Lombardii už Ludvík tak pevné postavení neměl. Benátčané, kteří dostali velkou část Lombardie, si konečně uvědomili, že Francouzi se jen s Neapolí nespokojí. Přestali tedy být k cizákům vstřícní a přestávali se o boj zajímat.
Zoufalá situace, v jaké se Ludvík náhle ocitl, ho donutila, aby válku rychle ukončil. Smírem, podepsaným 31. ledna 1504, postoupil Ludvík XII. Neapol Ferdinandovi. Jasně stanovili hranice území obou roztahovačných států v Itálii – severní Itálie připadla Francii, Sicílie a jižní část poloostrova Španělsku.